# ミドルネーム
ミドルネーム（英: middle name）は、名字と個人名の中間に存在する名前。中間名ともいう。
イニシャルで略記される場合が多い。

## 歴史
ミドルネームを付ける習慣は古代ローマから来ている。1700年代には、名字と名前以外の名前を付ける習慣が他のヨーロッパ諸国にも広がり、ヨーロッパの貴族たちは子供に数多くの名前を付けた。その際に、子供の名前には「好きな名前」か「聖人の名前」か、どちらをつければよいのかを決められない時に「2つの名前を付ける」という習慣が始まり、現在のミドルネームの元になったとされている。

## 例
- John Fitzgerald Kennedy（ジョン・フィッツジェラルド・ケネディ、1961年就任の元アメリカ大統領）[注釈 1]
個人名（ファーストネーム）のJohn（ジョン）と、ファミリーネーム（ラストネーム）のKennedy（ケネディ）の間のFitzgerald（フィッツジェラルド）がミドルネームで母方の姓から採られた。
- Charlotte Elizabeth Diana（シャーロット王女、2015年生まれのイギリス王室の人物）[注釈 2][注釈 3]
個人名のCharlotte（シャーロット）に続く、Elizabeth（エリザベス、曾祖母であるエリザベス2世のファーストネームから）、Diana（ダイアナ、祖母であるウェールズ公妃ダイアナのファーストネームから）がミドルネームである[7][8]。

## 日本
日本では、大化の改新の後、律令制の一環として戸籍制度が始まり、このときに多くの名字が作られた。武士階級の例で見てみると、織田信長は正式な名前表記が「平朝臣織田上総介三郎信長」であり、これは「氏：平、姓：朝臣、名字：織田、通称：上総介三郎、諱：信長」であることを示している。しかし、明治時代に姓・名の形に法律で制度化されたため、現代ではミドルネームは認められていない。そのため、名の登録は通称か諱のどちらかで行うこととなり、例えば伊藤春輔博文（初代内閣総理大臣）は諱の「博文」を名として登録している。海外では、二重国籍を持つ者が出生の届け出をした際に、当該国においてミドルネームが認められる場合もあるが、日本における届出では、名の一部として扱われる。
名前の文字数に制限はないため出生届や帰化申請において、ケンブリッジ飛鳥アントニオ（陸上競技・短距離走の選手）、田中マルクス闘莉王（元サッカー選手）などのように、ミドルネームを名の一部として組み込んで、戸籍に登載することは可能である（出生届#出生届の姓と名）。
C・W・ニコルのように、「ニコル シーダブリュー」と略記をカタカナの名に転記して戸籍に登載することも可能である。

## 中国
歴史的に、中国人は個人に特有の名として姓（氏）と諱（名）と字の三つの要素を持っていた。日本の通称と同じく、字は諱を呼ばないために使うものであるので、相手に対して「劉-備-玄徳」のように姓・諱・字を連結して呼ぶことはなく、姓-字の形で呼称される事が殆どである。しかし、一方で文書中において人物の情報を表示する場合に「籍貫・姓・諱・字」を並列する慣例があった。
中華人民共和国の成立後は字の呼称が廃止されたため、現代中国では姓・名の形に固定されている。

## スペイン
スペインでは数多くのミドルネームが付けられる。極端な例ではあるが、スペイン出身のパブロ・ピカソは、正式名を「パブロ・ディエゴ・ホセ・フランシスコ・デ・パウラ・ファン・ネポムセーノ・マリーア・デ・ロス・レメディオス・シプリアノ・デ・ラ・サンティシマ・トリニダード・ルイス・ピカソ」という。これは洗礼名と先祖の名前を、次々に並べていったためにミドルネームが長くなったといわれている。

## その他
イギリスのサウサンプトン大学とアイルランドのリムリック大学がおこなった研究によると、ミドルネームをもつ人は、賢いイメージをもたれる傾向があり、ミドルネームが多ければ多いほど賢そうと認識されることが明らかになった。